# Október 6. utca
Az Október 6. utca Budapest V. kerületében található, a József Attila utcát köti össze a Szabadság térrel.

## Fekvése
Határai: József Attila utca 16., Szabadság tér 5-6.

## Történelem
Korábbi nevei: 1807-től Niederlagsgasse (Raktár utca), 1817-től Göttergasse, 1874-től Bálvány utca, 1941-től gróf Teleki Pál utca, 1953-tól Október 6. utca, mely nevet az aradi vértanúk kivégzésének emlékére (1849. október 6.) kapta.
Házainak java eredetileg klasszicista stílusban épült. Ezek egy része az 1838-as árvízben, illetve Hentzi ágyúzása miatt 1849-ben pusztult el, a megmaradt klasszicista épületek többsége pedig a 19. század végének rohamos fejlődése következtében tűnt el.

## Jelentősebb épületei
3. szám: háromemeletes, klasszicista stílusú átjáróház a Sas utca 4 felé. Hild József tervei alapján 1844-1845 között építették Blüchdorn Lipót terménykereskedő számára. A ház szülötte volt Czóbel Béla (1883-1976) festőművész, 1983-ban avatták fel a ház nagy udvarában elhelyezett, róla mintázott mellszobrot, amelyet Varga Imre készített. Az épületen 1880-ban kisebb belső átalakításokat végeztek Weber Antal tervei alapján, a nagy udvarban 1934-ben létesítettek egy függőfolyosót, de összességében a ház az eredeti arcát mutatja ma is. 1963-tól '69-ig műemléki felújítás történt, a földszintek utcaképe egységes arculatot kapott, a jelenlegi színhasználat pedig az 1981-es homlokzatfelújítás eredménye.
5. szám: háromemeletes, romantikus stílusú átjáróház. Eredeti emeletes részét Pollack Mihály építette 1820-ban, majd 1845-ben Hild József egészítette ki háromemeletesre. A harmadik udvari lépcsőházánál férfimaszkos vízköpőjű klasszicista kút van, ami egykor nevezetes volt jó vizéről.
7/a. szám: volt Marczibányi-palota. A klasszicista Lipótváros egyik legjelentősebb épülete. A nagy és gazdag architektúrájú épületet Hild József építette Marczibányi Márton, Szerém vármegye országgyűlési követe számára 1830 és 1833 között. Gyakran átépítették, így veszített eredeti szépségéből. A külső reneszánsz átalakítást Diescher József végezte 1867-68-ban. 1912-ben Hoepfner Guido egy harmadik emeletet húzott rá.
A palota első emeletén díszteremsor, körszalon, freskós dongaboltozatos terem volt, valamint Marczibányi kör alakú könyvtárszobája, kupoláján Ganümédesz elrablását ábrázoló freskóval. Az első emeleti ablakok féloszlopokkal keretezettek, a párkány alatt görög frízzel. Kapualja kazettás boltozatú, vájatos oszlopokkal. A palotát 1866-ban a Magyar Földtani Intézet vette meg. Ekkor Weiser Ferenc a palotabelsőt is jelentősen átépítette.
13. szám: Lakóház, 1909-ben tervezte Kriegler Sándor.
15. szám: Schiffer-ház. Román Miklós és Ernő tervezte 1911-ben.
16-18. szám: Lakóház 1910-ből, Székely Dezső tervezte.
19. szám: Lakóház, Quittner Zsigmond tervezte 1911-ben.
22. szám: ún. Ürményi-ház. háromemeletes, korai klasszicista stílusú sarokház, szárnyain rozettás díszszalaggal a második emelet könyöklőpárkánya alatt. Udvarában kút és klasszicista folyosórácsok vannak. Lépcsőháza hat orsópilléres, vasrácskorlátos. Kasselik Fidél építette 1812-ben Ürményi József számára. Udvari szárnya Kasselik Ferenc műve 1842-ből.